# Marliac
Marliac (okzitanisch: Marlhac) ist eine französische Gemeinde mit 132 Einwohnern (Stand: 1. Januar 2022) im Département Haute-Garonne in der Region Okzitanien (vor 2016 Midi-Pyrénées). Sie gehört zum Arrondissement Muret und zum Kanton Auterive. Die Bewohner werden Marliacois(es) genannt.

## Geographie
Marliac liegt etwa 35 Kilometer südsüdöstlich von Toulouse am Rand der Landschaft Lauragais. Die Gemeinde grenzt im Osten, Süden und Westen an das Département Ariège. Umgeben wird Marliac von den Nachbargemeinden Gaillac-Toulza im Westen und Norden, Canté im Osten, Brie im Südosten, Justiniac im Süden sowie Durfort und Villeneuve-du-Latou im Südwesten. Das Gemeindegebiet wird vom Flüsschen Jade durchquert.

## Bevölkerungsentwicklung
| Jahr                       | 1962 | 1968 | 1975 | 1982 | 1990 | 1999 | 2006 | 2013 | 2020 |
| Einwohner                  | 111  | 108  | 80   | 85   | 79   | 108  | 99   | 126  | 135  |
| Quellen: Cassini und INSEE |      |      |      |      |      |      |      |      |      |

## Sehenswürdigkeiten
- Kirche Saint-Jean-Baptiste